# دفاعا عن حقوق المرأة
دفاع عن حقوق المرأة: القيود السياسية والأخلاقية 1792 كتاب من تأليف المؤلفة البريطانية النسوية ماري وولستونكرافت، يعتبر من أوائل الأطروحات في الفلسفة النسوية. ردت وولستونكرافت في هذا الكتاب على المنظرين والمفكرين السياسيين والاجتماعيين في القرن الثامن عشر والذين لم يكونوا يؤمنون بحق المرأة في التعليم. دافعت ماري عن حق النساء في التعليم بما يتناسب مع وضعهم في المجتمع، زاعمة أن دور المرأة أساسي لا يمكن الاستغناء عنه للأمة لأنها ستثقف أبناءها وستكون رفيقة لزوجها تعينه على تحمل أعباء الحياة، بدلا من أن تكون مجرد زوجة. وبعكس النظرة السائدة في المجتمع آنذاك للمرأة بأنها مثل الحلي أو الممتلكات التي يتم تبادلها عن طريق الزواج، أصرّت ولستونكرافت على أن المرأة إنسان تستحق نفس الحقوق الأساسية التي يمتلكها الرجل.
كان الدافع وراء تأليف ولستونكرافت لـ «حقوق المرأة» قراءتها بيان تشارلز موريس تاليران – بيريجورد " Charles Maurice de Talleyrand-Périgord's " إلى الجمعية الوطنية الفرنسية عام 1791، والذي قال فيه أنَّ المرأة يجب أن تحصل على تعليم منزلي فقط، وقد استخدمت موقفها وتعليقها على هذا الحدث لتشنّ هجوماً واسعاً ضد التمييز الجنسي، ولتَتهم الرجال بأنهم هم من يدفع المرأة لتضعف أمام عواطفها. فكتبت ولستونكرافت «حقوق المرأة» على عجل كتفاعل مباشر مع الأحداث الجارية، وكانت تنوي أن تكتب أُطروحات أخرى أكثر عمقاً في لمس قضايا المرأة لكنها توفيت قبل ذلك.
وبينما تُنادي ولستونكرافت للمساواة بين الجنسين في نواحي معينة من الحياة، كمسألة الأخلاق، فإنها لم تصرح بمسألة تساوي الرجال مع النساء، فموقفها المبهم بشأن المساواة بين الجنسين جعل من الصعب تصنيف ولستونكرافت كمُدافعة عصرية عن قضية المساواة، لا سيّما أنه لم يكن يُسمح لها بقول كلمة أو فكرة. وبالرغم من أنه من الشائع الآن الافتراض بأن أطروحتها في " حقوق المرأة" تم تلقيها بشكل سلبي، فهذا الفكر الخاطئ الحديث اعتمد على الاعتقاد بأن ولستونكرافت كانت تعاني في حياتها لتصبح ما عليه الآن خصوصاً بعد نشر المؤلف ويليام قودوين " William Godwin" مذكرات عن مؤلفة " دفاع عن حقوق المرأة عام 1798. وقد حظي " حقوق المرأة " بقبول حسن بعد نشر المذكرات لأول مرة عام 1792. وعلق أحد كُتَّابِ السيرة عليها "ربما يعد من أكثر الكتب المبدعة في عصر ولستونكرافت ".

## السياق التاريخي
كُتب كتاب «الدفاع عن حقوق المرأة» ضد الثورة الفرنسية والمناقشات التي أٌجريت في بريطانيا. تناول المعلقين السياسيين البريطانين موضوعات تتراوح من الحكومة الممثلة لحقوق الإنسان إلى الفصل بين الكنيسة والدولة في الحرب الحية وأحياناً في الحرب الظالمة، والتي يطلق عليها الآن ثورة الجدل. أثيرت العديد من هذه القضايا في فرنسا أولاً. كانت يلستونكرافت أول من دخل هذا المعمعة عام 1790م بكتاب «الدفاع عن حقوق الرجل»، رداً على كتاب إدموند بيرك (Edmund Burke) «انعكاسات على الثورة الفرنسية» (1790). في هذه «الانعكاسات» انتقد بيرك وجهة نظر الكثير من المفكرين البريطانيين والكتاب الذين رحبوا بالمراحل الأولى من الثورة الفرنسية. حينما رأو أن هذه الثورة نظيرة للثورة المجيدة في بريطانيا في سنة 1688م، والتي قيدت صلاحيات النظام الملكي، ولقد ناقش بيرك ذلك بأن المناظرة التاريخية المناسبة كانت الحرب الإنجليزية الأهلية (1651-1642) والذي تم فيها إعدام تشارلز الأول (Charles I) في سنة 1649م.
ووضح أن الثورة الفرنسية تعتبر اسقاط عنيف للحكومة الشرعية. كما قال في كتابه أيضاً أن ليس للمواطنين حق في الثورة ضد حكومتهم لأن الحضارة توافقٌ في الآراء الاجتماعية والسياسية، هذه هي تقاليدها التي لا يمكن أن تكون تحديًا بشكل مستمر، والنتيجة هي الفوضى. أحد حجج ولستونكريف الرئيسية في كتابها «حقوق الرجال»، والتي نٌشرت بعد كتاب بيرك بستة أسابيع، أن الحقوق لا تقوم على التقاليد، ويجب أن تٌصدق الحجج لأنها معقوله وعادلة بغض النظر عن أساسها في التقاليد.
عندما قدم تشارلز موريس تاليران – بيريجورد كتابه «تقرير حول التعليم العام» sur l'instruction publiqueRapport للتجمع القومي National Assembly في فرنسا عام 1791, كانت ماري ويلستونكرافت متحفزة جدا للرد عليه، إذ ذكر تاليران في توصياته المتعلقة بالنظام القومي للتعليم:
(دعونا نقوم بتجهيز النساء اللاتي لا يتطلعن إلى تلك المزايا التي ينكرها الدستور عليهن، بل ليعلمن ويقدرن تلك الأمور التي يضمنها الدستور لهن. الرجال مقدر لهم أن يعيشوا على مسرح الحياة، التعليم العام مناسب لهم: لأنه يضع نصب أعينهم مبكرا مشاهد الحياة، فقط مع اختلاف الأبعاد. البيت الأبوي (الأسري) أفضل للتعليم النسائي: لديهن حاجة أقل ليتعلمن التعامل مع اهتمامات الآخرين، من أن يتعودن على الحياة الهادئة والمنعزلة )
أهدت ولستونكرافت كتابها (حقوق المرأة) إلى تاليران وذكرت في الإهداء: "بعد قرائتي بسرور كبير الكتيب الذي نشرته مؤخرا، أهدي هذا الكتاب لك: لحثك على إعادة النظر في هذا الموضوع، وأن تزن بنضج ماقدمته في مايتعلق باحترام حقوق المرأة والتعليم القومي.". وفي نهاية عام 1791م، نشرت الناشطة النسوية (الناشطة بحقوق المرأة) أوليمب دو غوج Olympe de Gouges كتابها "إعلان حقوق
المرأة والمواطنة" Declaration of the Rights of Woman and itizenthe
Female C , وبهذا أصبح التساؤل عن حقوق المرأة محورا للنقاشات والمناظرات السياسية في كلا من فرنسا وبريطانيا.
«حقوق المرأة» هو امتداد لحجج ولستونكرافت في «حقوق الرجال». في «حقوق الرجل» وكما يوحي العنوان، تشعر بالقلق على حقوق رجال معينين (رجال القرن الثامن عشر الميلادي البريطانيين) بينما في «حقوق المرأة»، فهي تشعر بالقلق على الحقوق الممنوحة «للمرأة»، كفئة مجردة.
إن ستونكرافت لا تحدد حججها لنساء القرن الثامن عشر الميلادي أو للنساء البريطانيات.
يتناول الفصل الأول من «حقوق المرأة» مسألة الحقوق الطبيعية (natural rights) ويسأل عن من لديه هذه الحقوق غير القابلة للتنازل وعلى أي أساس. وتجيب انه طالما أن الحقوق الطبيعية قد منحت من قبل الله فإن من الخطيئة حرمان جزء من المجتمع للجزء الآخر منها،  بالتالي فإن «حقوق المرأة» لا يشارك فقط في أحداث معينة في فرنسا وبريطانيا ولكنها أيضا تثير أسئلة أكبر لدى الفلاسفة السياسيين المعاصرين أمثال جون لوك (John Locke) وجان جاك روسو (Jean-Jacques Rousseau).

## المواضيع
لم تستخدم ولستونكرافت الحجج المنطقية الرسمية أو أسلوب النثر الشائع في الكتابة الفلسفية للقرن الثامن عشر الميلادي عند إنشاء الأعمال الخاصة بها. «حقوق المرأة» هي مقالة طويلة تقدم كل موضوعاتها الرئيسية في الفصول الافتتاحية ومن ثم تعود لهم مرارا وتكرارا، في كل مرة من وجهة نظر مختلفة. وهي تعتمد أيضا لهجة هجينة تجمع بين حجة عقلانية مع الخطاب المتحمس للحساسية، وفي القرن الثامن عشر، كانت الحساسية ظاهرة فيزيائية مرتبطة بمجموعة محددة من المعتقدات الأخلاقية. ويعتقد الفيزيائيون والمشرحون أن الأشخاص الأكثر حساسية هم أكثر الناس تأثرا عاطفيا بما يحدث حولهم. وبما أنه معروف عن النساء بأنهن أكثر حساسية من الرجال؛ فإنه يعتقد بأنهن أكثر عاطفية منهم. لقد أرتبطت العاطفة الفائضة بالإحساس، ومن الجانب النظري أيضا من خلالها أنتجت أخلاقيات الرحمة والتعاطف. أولئك الأشخاص الحساسون قد يستطيعون وبسهولة التعاطف مع الناس في آلامهم. وبالتالي نسب المؤرخون والذين يروجون لخطاب الحساسية مع الجهود الإنسانية المتزايدة، مثل الحركة التي حدثت لإلغاء التجارة بالرقيق. لكن الحساسية أيضا تشل أولئك الذين لديهم الكثير منها؛ كما يفسره الباحث جي باركر بينفلد G. J. Barker-Benfield ، «ويمكن تحديد العصبية والحساسية بحجم المعاناة، والضعف، والتعرض للإضطرابات». وفي الوقت الذي كانت ويلسونكرافت تكتب فيه «حقوق المرأة»، كانت تحت هجوم متواصل أستمر لعدة سنوات الحساسية التي كانت في البداية تُعد أن توجه الأفراد سويا من خلال التعاطف، وينظر لها الآن ك«المنشقين بعمق»؛ وقد وظفت اللغة الحساسة للروايات والمسرحيات والأشعار، مؤكدة الحقوق الفردية، والحرية الجنسية، والعلاقات العائلية غير تقليدية التي ترتكز فقط على المشاعر. وعلاوة على ذلك فالباحثة، جانيت تود Janet Todd - عالمة في الحساسية - ، تقول، «تعد الحساسية للعديد في بريطانيا كتأنيث للدولة، بإعطاء النساء أهمية لا داعي لها، وتعجيز الرجال».

### التعليم العقلاني
إحدى الحجج الرئيسية لويلستونكرافت (Wollstonecraf) في حقوق المرأة أنه "يجب أن تحظى المرأة بالتعليم والتثقيف الفكري من أجل إعطاءها الفرصة للمساهمة الفعالة في المجتمع. في القرن الثامن عشر الميلادي، كان الفلاسفة التعليميين وبعض الكتّاب  يعتقدوا بأن المرأة لا تستطيع أن تفكر بعقلانية أو بفكر مجرد. ولقد كان يُعتقد أيضاً أن إدراك ووعي المرأة سريع التأثر وأنها ضعيفة مما يجعلها غير قادرة على التفكير بصفاء ووضوح. أما ويلستونكرافت (Wollstonecraf) ومعها نساء أخريات مثل كاثرين ماكاولي (Catharine Macaulay) وهيستر شابون (Hester Chapone) فقد تمسكوا برأي أن المرأة مؤهلة وقادرة على التفكير بعقلانية وأنها تستحق أن تتعلم. وقد أظهرت ذلك في كتبها، أفكار حول تعليم الفتيات (1787م) وفي كتاب أطفالها قصص من واقع الحياة (1788م) وكذلك في كتاب حقوق المرأة. وقد شرحت حججها في مقدمة لها فقالت " بنيت حجتي الرئيسية على هذا المبدأ البسيط، أنه إذا المرأة لم يتم إعدادها تعليمياً لتصبح رفيقة الرجل، فإنها سوف توقف تقدم المعرفة والفضيلة؛ والحقيقة أنها يجب أن تكون مشتركة للجميع". وتؤكد ويلستونكرافت بأن المجتمع ينحسر ويتدهور بدون نساء متعلمات وذلك لأن الأمهات هم المعلم الأول للأطفال الصغار. وتنسب ويلستونكرافت مشكلة النساء غير المتعلمات إلى الرجال و"أنظمة التعليم الخاطئة التي تم جمعها من كتب عن هذا الموضوع وكُتبت من قبل رجال إناث وليس كنساء أو مخلوقات بشرية".
النساء قادرات على التفكير بعقلانية، رغم أنهن يبدين غير ذلك، بسبب رفض مجتمع الرجال لعملية تعليمهن وتثقيفهن، بل على العكس يشجعهن على أن يكن تافهات.
«فحسب وصف ولستونكرافت للنساء التافهات بالكلاب أو الألعاب»  فقد كان يسلّي المرأة فكرة أنها قد لا تكون قادرة على تحقيق نفس الدرجة من المعرفة التي يمكن للرجل تحقيقها. وتشن ولستونكرافت الهجوم على عدة كتاب منهم جيمس فوردايس (James Fordyce) وجون جريجوري (John Gregory) فضلاً عن فلاسفة التعليم كجان جاكو روسو (Jean-Jacques Rousseau) والذي يقول أن المرأة ليست بحاجة للحصول على التعليم الفكري.
اشتهر روسو (Rousseau) في كتابه (إميل) الذي نشره عام 1762م بدعوته إلى تثقيف المرأة من أجل متعة الرجل، الأمر الذي استشاطت منه ولستونكرافت (Wollstonecraft) غضبًا لتهاجم هذه الفكرة وتهاجم روسو شخصيًا معها. وقد عزمت ولستونكرافت على توضيح مدى محدودية هذه النظرية تربويًا المفروضة على النساء، لتكتب قائلة: "يتم تعليم المرأة منذ الصغر على أن الجمال هو صولجان المرأة، فيتشكل العقل طبقًا لهذه الفكرة، ويتجول داخل قفصه الذهبي ساعيًا لتزيين سجنه،) مما يعني أنه بدلاً من هذا الفكر المدمر والذي يشجع الشابات على تركيز انتباههن على الجمال والإنجازات السطحية، كان بإمكانهن إنجاز الكثير، فالزوجات يمكنهم أن يكونن شريكات عقلانيات لأزواجهن، بل ويمكنهن الحصول على وظائف إذا ما أردن ذلك، فالنساء يمكنهن دراسة فن الشفاء، فيصبحن طبيبات أو ممرضات أو قابلات، كما يمكنهن أيضًا دراسة السياسة والتجارة بفروعها المختلفة". بالنسبة إلى ولستونكرافت، فإن «أكثر التعليم مثالية» هو: «ممارسة الاستيعاب كأفضل محتسب لقوة الجسم وتشكيل القلب، وبمعنى آخر لتمكين الفرد في أن يجعلها من العادات الفاضلة كما يجعلها عادات مستقلة». وبالإضافة إلى حجمها في الفلسفة الواسعة، وضعت ولستونكرافت خطة محددة للتعليم الوطني لمكافحة آراء تاليراند (Talleyrand) «وهو دبلوماسي فرنسي، يُعد من أكثر الشخصيات تأثيرًا في التاريخ الأوروبي». وفي الفصل 12 «من التعليم الوطني»، اقترحت أن يتم إرسال الأطفال إلى المدارس في الصباح مثله مثل التعليم المُعطى بالمنازل، ليلهمهم حب وطنهم، وأن تكون هذه المدارس مجانية للأطفال من عمر الخامسة حتى التاسعة. وأكدت أيضًا أن التعليم يجب أن يكون مختلط، معتبرة أن الرجال والنساء وزواجهم هو «لبنة المجتمع»، ويجب أن يحظوا بنفس التعليم.

### نظرية المساواة بين الجنسين
إنها نظرية قابلة للنقاش على مدى حقوق المرأة فهي مجرد نظرية على الورق; لأن تعريف نظرية المساواة بين الجنسين مختلفة، وكثير من العلماء لديهم استنتاجات مختلفة. ولستونكرافت (Wollstonecraft) لم تشر ابداً في نصوصها بأنها مدافعة عن المساواة لأن هذه الكلمة لم تكن مصاغة حتى تسعينات القرن التاسع عشر. وعلاوة على ذلك، لم تكن هناك حركة نسوية للمناقشة والتحدث خلال حياة ولستونكرافت (Wollstonecraft). في مقدمة عملها على فكرة ولستونكرافت (Wollstonecraft)، لقد كتبت باربرا تايلور (Barbara Taylor) ما يلي: وصفت فلسفة ولستونكرافت بأنها نسوية وفيها إشكالية، وانا لم أقر بذلك إلا بعد التمعن جيدًا. وتنطوي التسمية بالطبع على مفارقة تاريخية. متعاملين مع فكرة ولستونكرافت باعتبارها أمل للحجة النسوية في القرن التاسع عشر والقرن العشرين بما يعني التضحية أو تشويه بعض عناصرها الرئيسية. وهناك بعض الأمثلة على ذلك، حيث تم إهمال الكثير من معتقدات ولستنكرافت الدينية، والسخرية منها بنعتها بالليبرالية البرجوازية، مما أدى معا إلى إزاحة الفكرة المستوحاة من طوبائية التطرف العلماني، وتصنيفها بأنها تنتمى لفئة حزبية إصلاحية غريبة بسبب مشروع ولستونكرافت السياسي وحُلْمِها في سَنّ السعادة الجمعاء بالنسبة لعاداتنا.
لكن الأهم كان جعل ولستونكرافت رمزاً بطولياً فردياً، بانحياد تام عن القضية الأساسية وهي تحرير المرأة. لقد كان طموح ولستونكرافت الرائد أن تحقق المرأة القوة والفضيلة ولهذه الغاية سعت إلى تحريرها.
في كتابها «حقوق المرأة» لم تقم ولستونكرافت بالمطالبة بالمساواة بين الجنسين باستخدام نفس الحجج ونفس لغة النسويات في القرن التاسع عشر إلى القرن العشرين فيما بعد. على سبيل المثال بدلا من الإفصاح صراحة بأن الرجال والنساء متساوون، قالت ولستونكرافت: أن النساء والرجال متساوون في نظر الله مايعني أن كلاهما يخضع للقانون الأخلاقي نفسه. بالنسبة لرأي ستونكرافت فالرجال والنساء متساوون في أهم مجالات الحياة. وبينما هذه الأفكار التي لم تعد تبدو ثورية في القرن الواحد والعشرين، فقد كانت كذلك في القرن الثامن عشر. على سبيل المثال، إن على كل من الرجال والنساء –وليس النساء فقط- التواضع واحترام قدسية الزواج. لقد كشفت حجة ولستونكرافت عن معيار الازدواج الجنسي، وفي أواخر القرن الثامن عشر، قامت بمطالبة الرجال بالتمسك بنفس الفضائل والقيم التي يتعين على المرأة التمسك بها. ولكن، حجج ولستونكرافت لموقف المساواة على نقيض تصريحاتها باحترامها لتفوق قوة وشجاعة الذكر. ومن غموض تصريحات ولستونكرافت الشهيرة: يجب ألا تكون قد اختتمت، أود أن اعكس ترتيب الأشياء، وأنا قد منحت ذلك بالفعل، بما ان الدستور موضوع لأجل أجسادهم، بدى أن الرجال مخلوقين من قبل العناية الإلهية لتحقيق الدرجة الأكبر من الفضيلة. أنا أتكلم بشكل جماعي عن الجنس كله، ولكن لا أرى سببا لاستنتاج أن فضائلهم وقيمهم يجب أن تختلف بسبب طبيعتهم. في الواقع، كيف يمكن لهم ذلك لو أن الفضيلة والقيم لها معيار واحد؟ يجب بناء على ذلك، أن أوضح السبب بالتبعية، بمحافظتهم بشدة على نفس الاتجاه البسيط، كاعتقادهم أن هناك رب.
وعلاوة على ذلك، «ولستونكرافت» تدعو الرجال بدلًا من النساء، لبدء التغييرات الاجتماعية والسياسية التي تحدد حقوق المرأة. لأن النساء غير متعلمات، فإنه لا يمكنهن تغيير أوضاعهن، بل يجب على الرجال أن يساندوهن. وكتبت «ولستونكرافت» في نهاية الفصل «الآثار السيئة التي نشأت من وجود التمييز غير الطبيعي والتي تأصلت في المجتمع»: أود أن اقنع الرجال بأهمية بعض ملاحظاتي، وأن يتزنوا بنزاهة مغزاها أنني أناشد فهمهم، ولأني إنسانة، أطالب باسم جنسي ببعض الاهتمام منهم، أتوسل إليهم لتحرير رفيقاتهم، لجعلهن مساندات في تلبية حاجاتهم، هل الرجال سيكونون بذلك السخاء ليفكوا قيودنا؟، والاكتفاء برفقة عقلانية بدلًا من أن يطيعوهم كالعبيد؟، سوف يجدوننا بناتً أكثر التزاماً، وأخواتً أكثر محبةً، وزوجاتً أكثر إيمانًا، وأمهاتً أكثر عقلانيةً -بمعنى آخر- سوف نكون أكثر المواطنين إحساناً. من رواية ولستونكرافت الأخيرة، «ماريا: أو أخطاء المرأة» (1798): التتمة الخيالية لحقوق المرأة، التي تُعْتَبر أكثر أعمالها النسوية تطرفًا.

### الحساسية
أحد أكثر انتقادات ولستونكرافت اللاذعة لحقوق المرأة هي ضد الحساسية المفرطة والكاذبة لدى النساء. فتجادل قائلة أن النساء فائقات الحساسية ينفجرن إثر أي شعور سيء ينتابهن لأنهن فريسة لمشاعرهن ولا يستطعن التفكير بعقلانية. وفي الواقع هن لايلحقن الضرر بأنفسهن فقط بل بالحضارات أجمع، فهؤلاء النسوة لايمكنهن المساهمة في بناء الحضارات إنما يساهمن في تدميرها. ولكن العقل والشعور غير مستقلان بالنسبة لولستونكرافت التي تؤمن بأنه ينبغي عليهن الإفضاء لبعضهن البعض. فبالنسبة لها يعود الفضل في دعم مشاعرها إلى فيلسوف القرن الثامن عشر ديفيد هيوم (David Hume). والذي جعلها تعيد مراجعة مسيرتها المهنية وخاصة كتاباتها الروائية مثل الرواية الخيالية ماري (Mary) والتي نشرتها في عام (1788م)، وماريا أو أخطاء امرأة. وكجزء من حجتها أن هؤلاء النسوة لا ينبغي أن يتأثرن بمشاعرهن بشكل مفرط، وتؤكد ولستونكرافت أن هؤلاء النسوة يجب أن لا يكن مقيدات أو إماء لأجسادهن ومشاعرهن الجنسية. وبسبب هذا الجدل يشير علماء النسويات الحديثة أن ولستونكرافت تتجنب عمدا منح المرأة أي رغبة جنسية. من ناحية أخرى تقول كورا كابلان (Cora Kaplan) أن الإهانة الوصفية أو السلبية لمشاعر المرأة الجنسية هي أحد النقاط المهيمنة لحقوق المرأة. فعلى سبيل المثال تنصح ولستونكرافت قراءها بالسماح بهدوء أن تحل العاطفة بجانب الصداقة وذلك في الزواج المثالي الاشتراكي كمثال على الزواج القائم على الحب في ذلك الوقت.
ولقد كتبت «سيكون أفضل عندما يتزوج شابين شريفين، لو وافقت الظروف رغباتهم»، وتقول ويلستونكرافت: «لا يمكن للحب والصداقة أن يعيشا في قلب واحد»، وتشرح ماري بوفي فتقول بأن ويلستونكرافت فضحت مخاوفها من رغباتها الأنثوية التي تتطلع باهتمام للرجل ورغباته المهنية، وبأن تكون المرأة في موضع غير قيادي قد تستحقه، وإلى أن تتجاوز المرأة نزعاتها الجسدية وطبيعتها الهشة، ستكون رهينة لجسدها. لو لم تكن المرأة مهتمة بالجنس، لم يكن للرجل الاستطاعة للسيطرة عليها، وتقلق ويلستونكرافت من أن المرأة مستهلكة بالموجة الرومانسية؛ ما يعني أن اهتمامها فقط في اشباع رغبتها الجنسية، ولأن حقوق المرأة تجاهلت الرغبة الجنسية في حياة المرأة. يدعي كابلن أن هذا «يعبر عن عداء عنيف للجنس» في حين أنهم في نفس الوقت يبالغون في أهمية الجنس في الحياة اليومية للمرأة. ولقد كانت ويلستونكرافت عازمة جدا على مسح الجنس في صورتها عن المرأة المثالية الأمر الذي جعله في الصدارة باصرارها على تغييبه، ولكن وكما علق كابلن وغيره فإن ويلستونكرافت قد تكون مجبرة لتقديم هذه التضحية؛ ومن المهم التذكر أن صورة المرأة المستقلة سياسيا مرتبطة على نحو سلبي (خلال القرن الثامن عشر) بممارستها الجنسية الغير مقيدة والرديئة.

### الجماهيرية
كلوديا جونسون، أحد تلامذة ولستونكرافت البارزين، وصفت " حقوق المرأة " بـأنه "بيان حزب جمهوري". تؤكد جونسون أن ولستونكرافت تعود للإصغاء إلى تقليد الكومونولث في القرن السابع عشر، وتحاول إعادة تأسيس جماهرية . في إصدار ولستونكرافت، سيكون هناك أدوار قوية، ولكن منفصلة، للمواطنين الإناث والذكور. ووفقا لجونسون، تندد ولستونكرافت انهيار التمييز الجنسي السليم وذلك نتيجة سنها وعاطفتها. مشكلة تقويض المجتمع في رأيها هو تأنيث الرجال ". وتقول إذا كان الرجل لا يتتردد في إتخاذ موقف الذكر والموقف العاطفي للأنثى فقد لا يكون للنساء منزلة بالمجتمع . ولذلك يرى جونسون ولستونكرافت كناقد، أن حقوق الرجال وحقوق المرأة والرقة الذكورية في هذه الأعمال كانعكاسات إدموند بيرك بالثورة في فرنسا.
تلتزم ولستونكرافت (Wollstonecraft) في حقوق المرأة بإصدار الجماهيرية والتي تتضمن عقيدة الإطاحة النهائية لكافة التسميات ، بما في ذلك النظام الملكي. وتقترح أيضا بإيجاز أن يكون جميع الرجال والنساء ممثلين في الحكومة. ولكن الجزء الأكبر من «انتقاداتها السياسية»، كما يوضح كريس جونز، أحد علماء ولستونكرافت، «أنها صيغت أساسا على مسألة الأخلاق». يركز تعريفها الفضيلة على السعادة الفردية بدلاً من، على سبيل المثال، انتشار الخير للمجتمع بأسره. وهذا ينعكس في شرحها للحقوق الطبيعية. نظراً لأنها حقوق مشروعة في النهاية من الله، تتدعي ولستونكرافت أنها واجبات، مرتبطة بتلك الحقوق، ومتعينة على كل شخص. بالنسبة لستونكرافت، تعليم الفرد النظام الجمهوري والإحسان داخل الأسرة؛ العلاقات الأسرية والترابط الأسري ذا أهمية حاسمة لفهمها للتماسك الاجتماعي وحب الوطن.

## البلاغة والأسلوب
في محاولة لتصفح التوقعات الثقافية للكاتبات بالإضافة للاتفاقيات النوعية للأحاديث السياسية والفلسفية، ولستون كرافت خلال أعمالها الخاصة ، قامت بإنشاء أسلوب تفردت به ، وكان عبارة عن خليط بين الأسلوب المذكر والأنثوي في (حقوق المرأة) كما قامت باستخدام اللغة الفلسفية إشارة لأعمالها ك «مقالات» ب «حجج» و «مبادئ». وتطرقت إلى الصوت الشخصي في كتاباتها مستخدمة (الأنا) و (أنت)، ومستخدمة للخطوط وعلامات التعجب، وكذلك الإشارة للسيرة الذاتية لخلق صوت أنثوي متفرد للنص.
قام (حقوق المرأة) بتهجين نوعيته عن طريق حياكة عناصر من كتاب القيادة -المقال القصير والرواية-و هي نوعية مرتبطة عادة بالمرأة، وفي نفس الوقت يدعى أن هذه النوعيات من الكتابة صالحة لمناقشة الموضوعات الفلسفية مثل الحقوق برغم أن وولستون كرافت ناقشت ضد الاستخدام المفرط للحساسية، إلا أن بلاغة (حقوق المرأة) في بعض الأوقات كان مشتعلا بالموضوعات في محاولة للتحرش بالقارئ .
العديد من التعليقات العاطفية في الكتاب كانت موجهة لروسيا على سبيل المثال، بعد مقطع طويل من إيميلي (1762)، وولستون كرافت أشارت بطريقة سريعة" ليس عليّ التعليق على هذه القطعة البارعة أكثر من مجرد الرصد، هذه هي ثقافة المجون"."
فيما بعد، وبعد اتهام خطة روسو (Rousseau) لتعليم النساء ، تكتب :«يجب علي أن أروّح عن نفسي بواسطة رسم صورة أخرى» ، وباختصار هذه الاحتجاجات مقصودة لجذب القارئ لجانبها في المجادلة (افتراض أن القارئ سيوافق معهم)، وبينما تطالب لتكتب بأسلوب صريح ومباشر لكي تصل أفكارها إلى أوسع نطاق ممكن، ففي الواقع هي تجمع الوضوح ولغة عقلانية للأطروحة السياسية مع الشعرية ولغة عاطفية للإحساس لكي تثبت أن المرء يستطيع الجمع بين العقلانية والحساسية في نفس الشيء؛ وتدافع ولستونكرافت (Wollstonecraft) عن موقفها ليس فقط مع حجة منطقية بل أيضاً مع الأسلوب المتحمس ، وفي اجتهادها لوصفها بنشاط حالة النساء داخل المجتمع وتوظف قياسات متعددة ومختلفة. ؛ فهي عادة تقارن النساء بالعبيد ، مجادلة أن جهلهن وعجزهن تضعهن في ذلك الموقف ، ولكن في نفس الوقت ، هي أيضاً تقارنهن بـ «الطغاة المتقلبين» الذين يستخدمون الخداع والكذب ليخادعون الرجال حولهم . عند نقطة واحدة ، تفكر بمنطق أن المرأة تستطيع أن تصبح إما كالعبد أو كالطاغية والتي تصفهما كجانبين لعملة واحدة ؛ وتقارن أيضاً ولستونكرافت (Wollstonecraft) النساء بالجنود العسكريين الذين يقيمون فقط لمظهرهم ، ومثل الأغنياء ، فنعومة النساء لها «جنس بشري مغشوش»

## التنقيح
أجبرت (وولستونكرافت) على تنقيح كتاب حقوق المرأة بأسرع ما يمكن استجابةً لرئيس الوزراء الفرنسي (توليراند) Talleyrand والأحداث المستمرة من حولهم. قبيل الانتهاء من العمل، كتبت (وولستونكرافت) لصديقها (ويليام روسكو): "أنا لست راضية عن نفسي لعدم تحقيقي العدالة في الموضوع -هذا ليس تواضعاً - أنا أعني أنني سمحت لنفسي بإضاعة وقتٍ كان بإمكاني الاستفادة منه لتقديم كتاب أفضل، بكل ما تعنيه الكلمة من معنى... أنا انوي الانتهاء من القسم التالي قبل البدء بالطباعة، لانه ليس من الجميل أن أترك الشيطان يكمل ما بدأت بكتابته. عندما أعادت (وولستونكرافت) صياغة كتاب حقوق المرأة للإصدار الثاني، اغتنمت الفرصة ليس فقط لإصلاح الأخطاء الإملائية والنحوية، بل أيضاً لتعزيز جدلية المساواة للإناث. غيرت بعض البنود بما يتماشى مع الاختلاف بين الذكور والإناث والذي يعكس المساواة العظمى بين الجنسين.
لم تقم (وولستونكرافت) بكتابة الجزء الثاني من حقوق المرأة أبداً، بالإضافة إلى أن (ويليام غودوين) نشر «ملحوظاتها»، والتي «كتبت لتندرج في القسم الثاني للدفاع عن حقوق المرأة»، في مجموعة أعمالها والتي طبعت بعد وفاتها.
على أي حال، بدأت (وولستونكرافت) كتابة الرواية «ماريا»: أو، أخطاء المرأة " Maria: or, The Wrongs of Woman "، والتي يعتبرها الكثير من العلماء أنها تتمة خيالية لكتاب حقوق المرأة. لم تنتهِ من كتابة تلك الرواية، وضُمِّنت لمجموعة عملها والتي نشرت بعد وفاتها من قِبَل (غودوين).

## الاستقبال والتراث
عندما نُشر كتاب حقوق المرأة لأول مرة، في عام 1792؛ تم تقييمه بإيجابية، من قبل مجلة المراجعة التحليلية (Analytical Review), والمجلة العامة (General Magazine), والمجلة الأدبية (Literary Magazine)، ومجلة نيويورك (New York Magazine)، والمجلة الشهرية (Monthly Review). على الرغم من الافتراض المستمر حتى اليوم، من أن كتاب حقوق المرأة تلقى تقييمات عدائية. وعلى الفور تم إصدار الطبعة الثانية منه في نفس العام، وقد ظهرت عدة طبعات أمريكية، كما تمت ترجمته إلى اللغة الفرنسية. وكتبت تايلور«إنه كان نجاحاً فورياً».
وعلاوة على ذلك، فإن كُتاباً آخرين مثل: ماري هيز (Mary Hays), وماري روبنسون (Mary Robinson) قامتا بالإشارة إلى نص ولستونكرافت في أعمالهما الخاصة. واستشهدت هيز بكتاب حقوق المرأة في روايتها «مذكرات إيما كورتني» (1796) "Memoirs of Emma Courtney ". وقامت بجعل شخصيات المرأة في الرواية، على غرار شخصية المرأة المثالية، بمعايير ولستونكرافت. على الرغم من أن المحافظين من الإناث مثل هانا مور (Hannah More) اختلفوا مع ولستونكرافت بصورة شخصية؛ لكنهم في الواقع كانوا يشتركون في العديد من القيم، كما أظهرت أعمال الباحثة آن ميلور (Anne Mellor)، أن كلاً من مور وولستونكرافت، أرادتا مجتمعاً يقوم على «الفضائل المسيحية العقلانية وهي: الخير، والصدق، والفضيلة الشخصية، والوفاء بالواجب الاجتماعي، والتوفير، والاعتدال، والعمل الجاد». وفي بداية تاريخ 1790, استهل العديد من الكُتاب، نقاشًا مكثفًا حول قضايا المرأة في المجتمع البريطاني. على سبيل المثال: الشاعرة وكاتبة المقالات المحترمة آنا لتيتيا باربولد (Anna Laetitia Barbauld) وولستونكرافت، اللتان كان بينهما مشاحنات عديدة؛ حيث نشرت باربولد عدة قصائد ردًا على كتاب ولستونكرافت، ثم قامت ولستونكرافت بالتعليق عليها في حواشي حقوق المرأة.
كذلك أثار الكتاب عداء صريحا، ولم تعجب المثقفة إليزابث كارتر به ، كما أن توماس تايلور المترجم (من مدرسة الأفلاطونية الحديثة) والذي كان الإقطاعي لعائلة ولستون كرافت في أواخر 1770م قام سريعا بتحرير كتابة ساخرة سماها “الدفاع عن حقوق المتوحشين: إذا كان للمرأة حقوق، فلم لا يكون هناك حقوق للحيوانات أيضا بعد وفاة ولستونكرافت عام 1797 نشر زوجها وليم غودوين مذكراته حول مؤلف “الدفاع عن حقوق المرأة” وذلك في عام 1798، وقد كشف عن الكثير عن حياتها الخاصة والتي لم تكن قبل ذلك معروفة للعوام، حيث كشف عن طفلتها غير الشرعية وعلاقاتها الجنسية ومحاولاتها الانتحار، في حين ظن غودوين أنه كان يصور زوجته بالمحبة والمخلصة والرحيمة، كان القراء مصدومين من حياة ولستونكرافت غير المحافظة وأصبحت شخصية منتقدة بشدة، وقد استهدفها ريتشارد بولويل في قصيدته المجهولة الطويلة” sThe Unsex'd Female“ في عام 1798، والتي كانت ردا دفاعيا لإثبات أن النساء واعيات لأنفسهن، ويعتبر هانا مور مسيحا بالنسبة للشيطان ولستونكرافت، وقد كان شعره مشهورا بين الردود لقصيدة “الدفاع” وقد علق مراجع بأن أوها “ قطعة مملة خالية من الحياة” كانت هذه ردود حاسمة على حد كبير وسقطت على حدود سياسية واضحة.
أفكار ولستونكرافت (Wollstonecraft) أصبحت مرتبطة بقصة حياتها وو أصبحت الكاتبات يرين أنه من الخطر جدا أن يذكروها في نصوصهم . على سبيل المثال هايز (Hays)، التي كانت في السابق صديقة حميمة لها ومدافعة صريحة عن ولستونكرافت وعن كتابها حقوق المرأة، لم تتضمن ذكرها في مجموعتها «نساء لامعات ومشهورات»(Illustrious and Celebrated Women)التي نشرتها في عام 1803. ماريا إدجوورث (Maria Edgeworth) تحديدا تنأى بنفسها عن ولستونكرافت في روايتها بليندا (Belinda) (1802) وكانت الرسوم الكاريكاتورية تمثل ولستونكرافت في شخصية نسوية بشكل متشدد تدعى هاريت فريك (Harriet Freke)  ولكنها مثل جين أوستن (Jane Austen)، لا ترفض أفكار ولستونكرافت. إدجوورث وأوستن تريان أن المرأة تعتبر عاملا ضروريا لتطور الأمة، وعلاوة على ذلك فإنهم يصورون النساء على أنهن مخلوقات راشدة يجب أن يجب أن تكون شريكة في علاقة الزواج.
استمرت الآراء السلبية تجاه ولستونكرافت لأكثر من قرن. لم يتم إعادة طباعة كتاب«حقوق المرأة» حتى منتصف القرن التاسع عشر ولا يزال الكتاب يحتفظ بهالة من السمعة السيئة. كتب جورج إليوت (George Eliot) «في بعض الأوساط نجد تحيزا غامضا ضد» حقوق المرأة«في أنه بطريقة أو أخرى كتاب يستحق الشجب، ولكن سيفاجأ القراء المتحيزين ضد حقوق المرأة بأن الكتاب جدياً جداً وأخلاقياً بعمق، وشاملاً وليس ثقيلاً».
المنادي بمنح المرأة حق الاقتراع (The suffragist) ميليسنت غاريت فاوست (Millicent Garrett Fawcett)كتب في مقدمة الطبعة المئوية لكتاب حقوق المرأة، عن مطهرا ذكرى ولستونكرافت وعادا إياها أم الحركة المناضلة من أجل حق التصويت للمرأة. في حين أن كتاب «حقوق المرأة» قد مهد الطريق للآراء الداعمة لحقوق المرأة ، فقد اتجهت نساء القرن العشرين لاستخدام قصة حياة ولستونكرافت بدلاً من كتاباتها كنوع من الإلهام.; بالنسبة لهم كان لأسلوب حياتها الغير تقليدي دوراً في أن يخوضوا «تجارب جديدة للعيش» كما وصفته فرجينيا وولف (Virginia Woolf) في مقالها الشهير عن ولستونكرافت. ومع ذلك، هناك بعض الأدلة على أن كتاب «حقوق المرأة» قد يكون مؤثراً على بعض دعاة حقوق المرأة المعاصرين. أيان هيرسي علي (Ayaan Hirsi Alia)، ناشطة نسوية معارضة لتعاليم الإسلام المتعلقة بالمرأة، تستشهد بكتاب «حقوق المرأة» في سيرتها الذاتية «الكافر» «(Infidel) وتقول إن تأثرت بماري ولستونكرافت، المفكرة والرائدة النسوية التي قالت أن النساء لديهن نفس القدرة العقلية والمنطقية التي يمتلكها الرجال وأنهن يستحققن نفس الحقوق».

## روابط خارجية
- دفاعا عن حقوق المرأة على موقع الموسوعة البريطانية (الإنجليزية)